# 21 Lyncis
21 Lyncis (21 Lyn) es una estrella en la constelación de Lince.
Con magnitud aparente +4,61, es el octavo astro más brillante de la constelación.
Se encuentra a 273 años luz del sistema solar.

## Características
21 Lyncis es una estrella blanca de la secuencia principal de tipo espectral A1V, semejante a Marfik (λ Ophiuchi) o a Merak (β Ursae Majoris).
Tiene una temperatura efectiva de 9460 K y una luminosidad 108 veces superior a la luminosidad solar.
Posee un radio —estimado mediante métodos indirectos— 2,6 veces más grande que el radio solar y gira sobre sí misma con una velocidad de rotación proyectada de 19 km/s, cifra muy baja para una estrella de sus características.
A diferencia de otras estrellas de tipo A, no se ha detectado exceso en el infrarrojo a 24 μm que evidencie la presencia de un disco circunestelar de polvo y escombros.
21 Lyncis posee una masa 2,85 veces mayor que la masa solar.
Con una edad aproximada de 250 millones de años, ha recorrido el 89% de su trayecto dentro de la secuencia principal.
Por otra parte, es una estrella con líneas metálicas o estrella Am.
En estas estrellas, la baja velocidad de rotación propicia que algunos elementos se hundan en el interior de la estrella mientras que otros son empujados a la superficie por radiación.